# (2590) Mourão
(2590) Mourão es un asteroide perteneciente al cinturón de asteroides, descubierto el 22 de mayo de 1980 por Henri Debehogne desde el Observatorio de La Silla, Chile.

## Designación y nombre
Designado provisionalmente como 1980 KJ. Fue nombrado Mourão en honor al astrónomo brasileño Ronaldo Rogério de Freitas Mourão.